# Глоса
Гло́са (англ. Glosa) — проект международного вспомогательного языка, разработанный в 1972—1992 годах Рональдом Кларком (Ronald Clark) и Уэнди Эшби (Wendy Ashby). Основан на языке интерглосса — проекте искусственного языка, созданном во время второй мировой войны Ланселотом Хогбеном, который опубликовал проект своего языка в 1943 году.
Рон Кларк случайно прочитал справочник по Интерглосса в 1960 году, затем он познакомился с профессором Хогбеном с целью развития языка. Они работали над его усовершенствованием, чтобы сделать его более удобным в использовании во всех ситуациях общения. Уэнди Эшби присоединилась к проекту в 1972 году. Когда Хогбен умер в 1975 году, большинство изменений уже были обсуждены. Хогбен и Кларк согласились, что язык должен иметь фонетическое написание (то есть каждая буква соответствует отдельному звуку). Кларк и Эшби внесли ещё несколько изменений и назвали язык Глоса (от греческого слова др.-греч. γλῶσσα, означающего «язык»).
До 1979 года Эшби и Кларк тестировали использование нового языка с помощью добровольцев в городе Крайстчерч, где они жили. В этот период развивались и пересматривались словарь и некоторые детали синтаксиса. Затем они переехали в город Ричмонд, и к тому времени опубликовали первый словарь Глоса. С 1978 года благотворительная организация GEO (Glosa Education Organisation) проводит обучение Глоса как второму языку в школах по всему миру.
Официальный сайт GEO был открыт Полом Бартлеттом (Paul O. Bartlett) в 1996 году. Им управляет Марцел Спрингер (Marcel Springer). На сайте представлен интернет-словарь, вводный курс и другие ресурсы по языку.

## Алфавит, произношение, ударение
Используется 26-буквенный латинский алфавит. Буквы y и w в словах глосы не встречаются. C всегда читается как [ʧ] (ч), g всегда обозначает [ɡ] (г), j читается как [j] (й), q сочетание звуков [kw] (как в итальянском questo), r по возможности произносится как дрожащий (подобно русскому). Сочетание sc всегда дает [ʃ] (ш). Ударение падает на гласный перед последним согласным (то есть на последний слог в словах, оканчивающихся на согласный, и на предпоследний в словах, оканчивающихся на гласный). Орфография фонетическая (читается, как пишется).

## Лексика
Лексика глосы основана на латинских и греческих корнях, вошедших в международную терминологию: например, bio — жизнь (ср. биология), demo — народ (ср. демократия), urba — город (ср. урбанизация). Так как ряд значений в международной лексике представлен несколькими корнями, то возможны синонимы. К ним добавлены некоторые другие латинизмы (habe — иметь), интернационализмы, восходящие к не-латинским источникам (gasi — газ, kafe), и собственные образования, иногда калькирующие слова живых языков (birota — велосипед).

## Грамматика
Глоса — это аналитический, почти изолирующий язык, не использующий окончаний, суффиксов или приставок. Грамматические значения выражаются порядком слов в предложении и служебными словами.
Словообразование осуществляется при помощи словосложения или конверсии. Многие слова в глосе могут выступать в качестве различных частей речи, насколько позволяет их значение и здравый смысл (например, difere отличаться, отличающийся, отличие).
Порядок слов в глосе жёсткий: подлежащее — сказуемое — косвенное дополнение — прямое дополнение.
Определение стоит, как правило, перед определяемым.

### Существительное
У существительных нет категории числа (urba — город или города). Если необходимо подчеркнуть единственное или множественное число используются частицы: u для единственного числа и plu для множественного (u urba — город, plu urba — города́). Также в этой функции может выступать слово poli — много (poli urba — много городов) или числительные (tri urba — три города).
Падежные значения передаются предлогами или порядком слов.

### Модификаторы (прилагательные и наречия)
Степени сравнения образуются при помощи наречий ma — больше и maxi — наиболее, а также mei — меньше и mini — наименьший.
Других словоизменительных категорий модификаторов нет.

### Числительное
Числительные от 1 до 10 (mo, bi…) , 100 (centi), 1000 (kilo) — непроизводные слова. Числительные от 10 до 99 образуются простым перечислением цифр разрядов (92 — nona bi), остальные тем же способом, что и в европейских языках (300 — tri centi).
| Число     | По-русски    | Глоса            | Буквальный перевод                                                                        |
| 0         | ноль         | nuli/ze(ro)      | ноль, обнулять, ничто, ничтожество, отменять, аннулировать, исключать, ликвидировать, нет |
| 1         | один         | mo(no)           | один                                                                                      |
| 2         | два          | bi               | два, двойной (-ая, -ое, -е…)                                                              |
| 3         | три          | tri              | три, тройной (-ая, -ое и т. д.)                                                           |
| 4         | четыре       | tet(ra)          | четыре                                                                                    |
| 5         | пять         | pen(ta)          | пять                                                                                      |
| 6         | шесть        | six(a)           | шесть                                                                                     |
| 7         | семь         | septi/seti       | семь                                                                                      |
| 8         | восемь       | ok(to)           | восемь                                                                                    |
| 9         | девять       | nona             | девять                                                                                    |
| 10        | десять       | deka             | десять                                                                                    |
| 11        | одиннадцать  | mo-mo            | один-один                                                                                 |
| 12        | двенадцать   | mo-bi            | один-два                                                                                  |
| 20        | двадцать     | bi-ze            | два-ноль                                                                                  |
| 22        | двадцать два | bi-bi            | два-два                                                                                   |
| 100       | сто          | hekto (mo-ze-ze) | сто (один-ноль-ноль)                                                                      |
| 101       | сто один     | mo-ze-mo         | один-ноль-один                                                                            |
| 1.000     | тысяча       | (mo-)kilo        | (один) тысяча                                                                             |
| 1.000.000 | миллион      | (mo-)miliona     | (один) миллион                                                                            |

- Примечание: Существует старая форма «centi», ныне «hekto» — «сто». «Centi» сейчас используется как «сотый» в соответствии с ISO. В остальном специальных порядковых числительных нет. Чтобы из количественного числительного сделать порядковое, надо поменять его местами с существительным, и перед получившимся словосочетанием поставить частицу единственного числа u. Например, bi urba — два города, u urba bi — второй город.

### Местоимение
| Русский                     | Глоса     |
| --------------------------- | --------- |
| я (меня, мой, моих и т. д.) | mi        |
| ты (и все формы), ед.ч.     | tu        |
| он (и все формы)            | an        |
| она (и все формы)           | fe        |
| оно (и все формы)           | id        |
| он/она/оно/«это»/нечто      | pe        |
|                             |           |
| мы (и все формы)            | na        |
| вы (и все формы), мн.ч.     | vi        |
| они (и все формы)           | mu        |
|                             |           |
| себя (возвратное)           | se        |
| друг друга                  | alelo     |
| себя, са́мо-                 | auto      |
|                             |           |
| указательные это/то         | u-ci/u-la |
| относительное который       | qi        |

Для всех форм местоимений русского языка в глосе имеется лишь одна форма:

mi — это и личное «я» и все падежные формы (меня, мне, мной и т. д.), и притяжательное «мой» (моя, моё, мои) и все падежные формы;

an — он, его, него, о нём и т. д.
|                                       |            | Вопросительные                        | Указательные                                      | Неопределённые                   | Неопределённо-обобщающие                     | Указательно-выделяющие                           | Указательно-обобщающие                | Отрицательные                   |
| qo—                                   | u-ci, u-la | uno—                                  | ali—                                              | singu—                           | panto—                                       | nuli—                                            |                                       |                                 |
| Вещь                                  | —ra        | qo-ra? (что?)                         | u-ci, u-la (этот [стул], эта [дверь], это)        | uno-ra (что-то, нечто)           | ali-ra (что угодно)                          | singu-ra (каждый [стул], каждая [дверь], каждое) | panto-ra (всё)                        | nuli-ra (ничто, ничего)         |
| Личность                              | —pe        | qo-pe? (кто?)                         | u-ci, u-la (этот [врач], эта [девушка])           | uno-pe (кто-то, некто)           | ali-pe (кто угодно)                          | singu-pe (каждый, каждая)                        | panto-pe (все)                        | nuli-pe (никто, никого)         |
| Существо                              | —          | qo? (кто?/который? [бык])             | u-ci, u-la (этот [бык])                           | uno (некий)                      | ali (любой)                                  | singu (каждый)                                   | panto (все)                           | nuli, zero (никакой)            |
| Место                                 | —lo        | qo-lo? (где?)                         | ci, la (здесь, там)                               | uno-lo (где-то)                  | ali-lo (где угодно)                          | singu-lo (в каждом месте)                        | panto-lo (везде)                      | nuli-lo (нигде)                 |
| Образ действия                        | —mode      | qo-mode?, komo? (как? каким образом?) | u-ci mode, u-la mode (так, таким образом)         | uno-mode (как-то, любым образом) | ali-mode (как угодно, как-то, любым образом) | singu-mode (каждым способом)                     | panto-mode (всеми способами)          | nuli-mode (никак)               |
| Причина                               | —ka        | qo-ka? (почему? по какой причине?)    | u-ci ka, u-la ka (потому)                         | uno-ka (почему-то)               | ali-ka (по любой причине)                    | singu-ka (по каждой причине)                     | panto-ka (по всем причинам)           | nuli-ka (без причины)           |
| Намерение                             | —te        | qo-te? (зачем? с какой целью?)        | u-ci te, u-la te (затем)                          | uno-te (зачем-то)                | ali-te (с любой целью)                       | singu-te (с каждой целью)                        | panto-te (со всеми целями)            | nuli-te (низачем, бесцельно)    |
| Время                                 | —kron      | qo-kron? (когда?)                     | nu, u-la kron (сейчас, тогда)                     | uno-kron (когда-нибудь)          | ali-kron (когда-то/когда угодно)             | singu-kron (когда угодно)                        | panto-kron (всегда)                   | nuli-kron (никогда)             |
| Количество единиц, штук (исчисляемое) | —numera    | qo-numera?, qanto? (сколько) [людей]  | u-ci numera, u-la numera, tanto (столько) [людей] | uno-numera (сколько-то) [людей]  | ali-numera (сколько угодно) [людей]          | singu-numera (каждое количество) [людей]         | panto-numera (всё количество) [людей] | nuli-numera (нисколько) [людей] |
| Количество вещества (не исчисляемое)  | —metri     | qo-metri?, qanto? (сколько?) [воды]   | u-ci metri, u-la metri, tanto (столько) [воды]    | uno-metri (сколько-то) [воды]    | ali-metri (сколько угодно) [воды]            | singu-metri (всё количество? до каждой капли)    | panto-metri (всё количество) [воды]   | nuli-metri (нисколько) [воды]   |
| Качества/свойства                     | —speci     | qo-speci?, qali? (какой?)             | u-ci speci, u-la speci, talo (такой)              | uno-speci (некий, какой-то)      | ali-speci (любой)                            | singu-speci (каждый (тип))                       | panto-speci (всякий)                  | nuli-speci (никакой)            |

Сколько времени? = Qo horo?
Который (из) = de qi
- Грамматическим указателем вопроса является частица «qe» [kwe]. Она ставится в начале вопросительного высказывания или предложения:

Qe mi fu lekto plu bibli? — Я буду читать книги?

Qe tu habe un horo-me? — У Вас есть часы?

### Глаголы
Глаголы не изменяются по числам, лицам или родам.
Время может быть указано при помощи частиц pa (прошедшее) и fu (будущее), настоящее время частицы не имеет:

Fe ki ad urba. — Она идёт в город.

Fe pa ki ad urba. — Она шла в город.

Fe fu ki ad urba. — Она будет идти/пойдёт в город.
Кроме того, имеется частица nu, указывающая, что действие происходит непосредственно в данный момент:

Fe nu ki ad urba. — Она прямо сейчас идёт в город.
Она может комбинироваться с pa и fu:

Fe nu pa ki ad urba. — Она только что ушла в город.

Fe nu fu ki ad urba. — Она прямо сейчас пойдёт в город.
Частица du подчёркивает, что действие ещё продолжается, а fin, что оно уже завершено. Они также могут комбинироваться с временными частицами:

Fe pa du ki ad urba. — Она шла в город (и ещё туда не пришла).

Fe fu du ki ad urba. — Она будет идти в город (и ещё туда не придёт).
Частица sio дает сослагательное наклонение (аналогично частице бы):

Fe sio ki ad urba. — Она бы шла в город.
Отрицание осуществляется при помощи частицы ne пред глаголом:

Fe ne ki ad urba. — Она не идет в город.
| Таблица                                   | Таблица    | Таблица                   | Таблица                                                                       |
| Время                                     | Частица    | Пример на Глосе           | Перевод                                                                       |
| ----------------------------------------- | ---------- | ------------------------- | ----------------------------------------------------------------------------- |
| Инфинитив                                 | de/te(nde) | de lekto                  | читать                                                                        |
| Настоящее простое                         | -          | Mi lekto u bibli.         | Я читаю книгу.                                                                |
| Настоящее «сеймоментное»                  | nu         | Mi nu lekto u bibli.      | Я (именно сейчас) читаю книгу.                                                |
| Настоящее продолженное                    | du         | Mi du lekto u bibli.      | Я читаю книгу. (Нахожусь в процессе чтения.)                                  |
| Прошедшее простое                         | pa         | Mi pa lekto u bibli.      | Я читал книгу. (Просто как факт.)                                             |
| Прошедшее незаконченное                   | pa du      | Mi pa du lekto u bibli.   | Я читал книгу. (Был в процессе чтения.)                                       |
| Прошедшее законченное                     | nu pa      | Mi nu pa lekto u bibli.   | Я (только что) читал/прочёл книгу.                                            |
| Будущее простое                           | fu         | Mi fu lekto u bibli.      | Я буду читать книгу.                                                          |
| Будущее в настоящем                       | nu fu      | Mi nu fu lekto u bibli.   | Я собираюсь читать книгу. (Прямо сейчас, уже взял(а) её в руки и открываю.)   |
| Будущее в прошедшем                       | pa fu      | Mi pa fu lekto u bibli.   | Я собирался читать книгу. (Прямо тогда, уже взял(а) её в руки и открывал(а).) |
| Будущее законченное                       | fu pa      | Mi fu pa lekto u bibli.   | Я буду прочитаю книгу. (Например, к вечеру.)                                  |
| Причастие (страдательное)                 | ge-        | U ge-lekto bibli          | читанная/прочтённая книга                                                     |
| Условное наклонение                       | sio        | Mi sio lekto u bibli…     | Я бы почитал/прочёл книгу…                                                    |
| Повелительное наклонение                  | -!         | Lekto!                    | Читай(те)!                                                                    |
| Отрицание                                 | ne         | Mi ne lekto u bibli.      | Я не читаю книгу.                                                             |
| Вопросительная форма                      | qe         | Qe mi lekto u bibli?      | Я читаю книгу?/Читаю ли я книгу?                                              |
| Страдательный залог                       | gene       | U bibli gene lekto ex mi. | Книга читается мной.                                                          |
| Отглагольное существительное (девербатив) | -          | (U) lekto (de bibli).     | чтение (книги)                                                                |

### Предлоги и союзы
| Предлоги | Предлоги                     | Предлоги             |
| -------- | ---------------------------- | -------------------- |
| Глоса    | По-русски                    | Пример в русском     |
| Ab       | от                           | Аб-дуктор            |
| Ad       | к                            | Ад-мирал             |
| Ana      | вверх                        | Ана-литик            |
| Anti     | против                       | Анти-септик          |
| De       | от, о / Pertaining to        | Де-фляция            |
| Dextro   | справа, право                | Декстро-за           |
| Dia      | сквозь                       | Диа-гональ           |
| Epi      | на                           | Эпи-центр            |
| Ex       | вне                          | Экс-терьер           |
| Infra    | под / Under /Lesser          | Инфра-красный        |
| Intra    | в, внутри                    | Интра-дукция         |
| Kata     | вниз                         | Ката-строфа          |
| Ko       | с                            | Ко-операция          |
| Kontra   | напротив                     | Контра-ст            |
| Laevo    | слева                        | Лево                 |
| Meso     | в середине, посередине       | Месо-потамия         |
| Minus    | без                          | Минус                |
| Margina  | возле                        | Маргин-ал            |
| Para     | возле                        | Пара-ллель           |
| Per      | предлог творительного падежа | Пер-фект             |
| Peri     | вокруг                       | Пери-скоп            |
| Po       | после                        | По-стскриптум        |
| Pre      | до                           | Пре-людия            |
| Pro      | для                          | Про-российский       |
| Proxi    | около                        | Прокси-мальный       |
| Supra    | над                          | Супра-вентрикулярный |
| Te       | чтобы…                       | Те-нденция           |
| Tem      | за (период времени)          | Темп-оральный        |
| Tele     | далеко                       | Теле-фон             |
| To(po)   | на/в (какой-л. местности)    | Топо-ним             |
| Trans    | через, поперёк               | Транс-национальный   |
| Ultra    | за пределами                 | Ультра-современный   |
| Vice     | вместо                       | Вице-президент       |

### Распространённые выражения
Здравствуй(те)! Привет! = Saluta! Ave!
Добро пожаловать = Bene-veni
Пожалуйста! = Place!
Извини(те)! = Pardo! Penite!
Как тебя/Вас/вас зовут? = Tu habe qo nomina/nima? (Буквально: Ты иметь что имя?)
Меня зовут… = Mi nomina/nima es…
Где я = Qo-lo es mi?
Сколько? = Qanto?
Ты говоришь на глосе? = Qe tu dice Glosa?
Я тебя/вас/Вас не понимаю. = Mi ne logi/kompreni tu.
Спасибо = Gratia
Пожалуйста = Es nuli. (Буквально: Это есть ничто.)
За твоё/ваше/Ваше здоровье = A tu eu-sani.
Будь(те) здоров(ы)! = (Eu-)sani (a tu)! (Когда кто-то чихнул)
Хороший день [сегодня] = Es u bene di.
Я тебя люблю= Mi amo tu.
До свидания = Vale.
Что это? = Qo-ra es u-la?
Это…? = U-la es…?
Как ты? = Komo tu?
Доброе утро! = Boni matina/mana!
Добрый вечер! = Boni po-meso-di! Boni di! (literally: Good after mid-day, Good day)
Доброй ночи! = Boni noktu!
Спокойной ночи = Boni somni! Plu boni sonia!
Я не могу найти ошибку = Mi ne pote detekti u defekti.
Хорошо = Bene
Выздоравливай(те) = Vale
Хороший/Хорошо = Boni/bene/eu
Здоровый = Sani (о здоровье)
Ki = движение; пойти, подвинуться
кот, кошка = U feli(s)
Коты, кошки = Plu feli(s)
Собака = Kanis
Свинья = Sui
Бык, корова = Bovi (fe-bovi, an-bovi)
Лошадь = Equs
Лягушка = Rana
Птица = Avi
Пчела = Apis
Паук = Aranea
Рыба = Piski

### Пример текста в сравнении с другими языками
| Глоса: | Эсперанто: | Греческий: | Латинский: | Английский: |
| Na parenta in urani: na volu; tu nima gene revero, tu krati veni, e tu tende gene akti, epi geo homo in urani. na volu; tu don a na nu-di na di-pani, e tu pardo na plu mali akti, metro na pardo mu; qi akti mali de na. E na volu; tu ne dirige na a plu mali ofere, sed tu libe na ab mali. Ka tu tena u krati, u dina, e un eu-famo, pan tem. Amen. | Patro nia, kiu estas en la ĉielo, Via nomo estu sanktigita. Venu Via regno, plenumiĝu Via volo, kiel en la ĉielo, tiel ankaŭ sur la tero. Nian panon ĉiutagan donu al ni hodiaŭ. Kaj pardonu al ni niajn ŝuldojn, kiel ankaŭ ni pardonas al niaj ŝuldantoj. Kaj ne konduku nin en tenton, sed liberigu nin de la malbono. Amen. | Πάτερ ἡμῶν ὁ ἐν τοῖς οὐρανοῖς· ἁγιασθήτω τὸ ὄνομά σου· ἐλθέτω ἡ βασιλεία σου· γενηθήτω τὸ θέλημά σου, ὡς ἐν οὐρανῷ καὶ ἐπὶ τῆς γῆς· τὸν ἄρτον ἡμῶν τὸν ἐπιούσιον δὸς ἡμῖν σήμερον· καὶ ἄφες ἡμῖν τὰ ὀφειλήματα ἡμῶν, ὡς καὶ ἡμεῖς ἀφίεμεν τοῖς ὀφειλέταις ἡμῶν· καὶ μὴ εἰσενέγκῃς ἡμᾶς εἰς πειρασμόν, ἀλλὰ ῥῦσαι ἡμᾶς ἀπὸ τοῦ πονηροῦ. [Ὅτι σοῦ ἐστιν ἡ βασιλεία καὶ ἡ δύναμις καὶ ἡ δόξα εἰς τοὺς αἰῶνας. ἀμήν.] | Pater noster, qui es in caelis: sanctificetur nomen tuum; adveniat regnum tuum; fiat voluntas tua, sicut in caelo, et in terra. Panem nostrum cotidianum da nobis hodie; et dimitte nobis debita nostra, Sicut et nos dimittimus debitoribus nostris; et ne nos inducas in tentationem; sed libera nos a malo. Amen. | Our Father in heaven, hallowed be your name, your kingdom come, your will be done, on earth as in heaven. Give us today our daily bread. Forgive us our sins as we forgive those who sin against us. Save us from the time of trial and deliver us from evil. For the kingdom, the power, and the glory are yours now and for ever. Amen. |

Обратите внимание, что Глоса для слова «небо» использует заимствование из греческого Ουρανός (Бог неба) -> Urani (небо), в то время как в Эсперанто слово небо латинского происхождения: caelum -> caeli.